# Левченко Євген Вікторович
Євген Вікторович Левченко (нар. 2 січня 1978, Костянтинівка, Донецька область, УРСР) — колишній український футболіст, півзахисник, журналіст. Ексгравець збірної України. Президент профспілки футболістів Нідерландів (із 2019).

## Спортивна біографія
Вихованець донецького футболу. Перший тренер — Володимир Миколайович Ігнатенко.
Футбольну кар'єру розпочав на аматорському рівні, у клубі КФК «Гарант» з міста Донецьк. Наприкінці сезону 1993/94 дебютував у фармклубі донецького «Шахтаря» «Металург» з Костянтинівки.
З 1996 року розпочалися мандри Євгена по закордонних клубах. Так, першу половину 1996 року він провів у дублі московського ЦСКА, звідки влітку поїхав до Нідерландів, де виступав за місцеві клуби до літа 2009 року.
30 липня 2009, будучи вільним агентом, 31-річний Левченко підписав контракт на півтора року з підмосковним «Сатурном», який виступав на той час у російській прем'єр-лізі.
Через два дні, 2 серпня, дебютував за «Сатурн», вийшовши на заміну в домашньому матчі проти «Зеніта» (2-2). Відзначився в цьому матчі гольовим пасом на 85-й хвилині.
8 липня 2010 року Левченко уклав контракт з клубом «Віллем II», де провів останній сезон в голландському чемпіонаті. За весь час кар'єри в нідерландських клубах провів 312 матчів, у яких забив 49 голів, у тому числі в єврокубкових турнірах під егідою УЄФА зіграв 10 матчів, забив 1 м'яч.
У липні 2011 року Левченко підписав контракт з австралійським футбольним клубом «Аделаїда Юнайтед». За цей клуб 1 березня 2012 зіграв свій останній матч.
Дебютував у складі національної збірної України 20 листопада 2002 року в матчі проти збірної Словаччини.

## Досягнення
- Учасник Ліги чемпіонів АФК: 2011/2012 р.
- Учасник єврокубкових турнірів УЄФА: 2002—2008 рр.
- У списку 33-х найкращих футболістів України (2): 2006 (2); 2008 (3).
- Найкращий бомбардир ФК «Гронінген»: 2006/2007 рр.

## Робота на телебаченні
Під час проведення фінальної частини Євро-2012 залучався експертом на портал інформаційного агентства «Спорт України» для коментарів щодо проведених матчів за участю збірних учасниць турніру.
Із 2012 року працює експертом на телеканалах «Футбол», зокрема програми «Великий футбол» на ЄВРО-2012, Чемпіонаті світу 2014, ЄВРО-2016, та програми «Головна команда».

## Громадська та благодійна діяльність
Євген Левченко бере активну участь у благодійній діяльності. За його безпосередньою участю побудовано три дитячі будинки сімейного типу в українських містах — Берегове, Красноармійськ і Костянтинівка. Профінансована й видана книга «Голеадори», виручені гроші від якої підуть на розвиток дитячого фонду в Харкові.
У травні 2018 року підписав лист із вимогою звільнити ув'язненого в Росії українського режисера Олега Сенцова.
У 2019 році обраний президентом профспілки футболістів Нідерландів (Vereniging van Contractspelers)